# Krywań

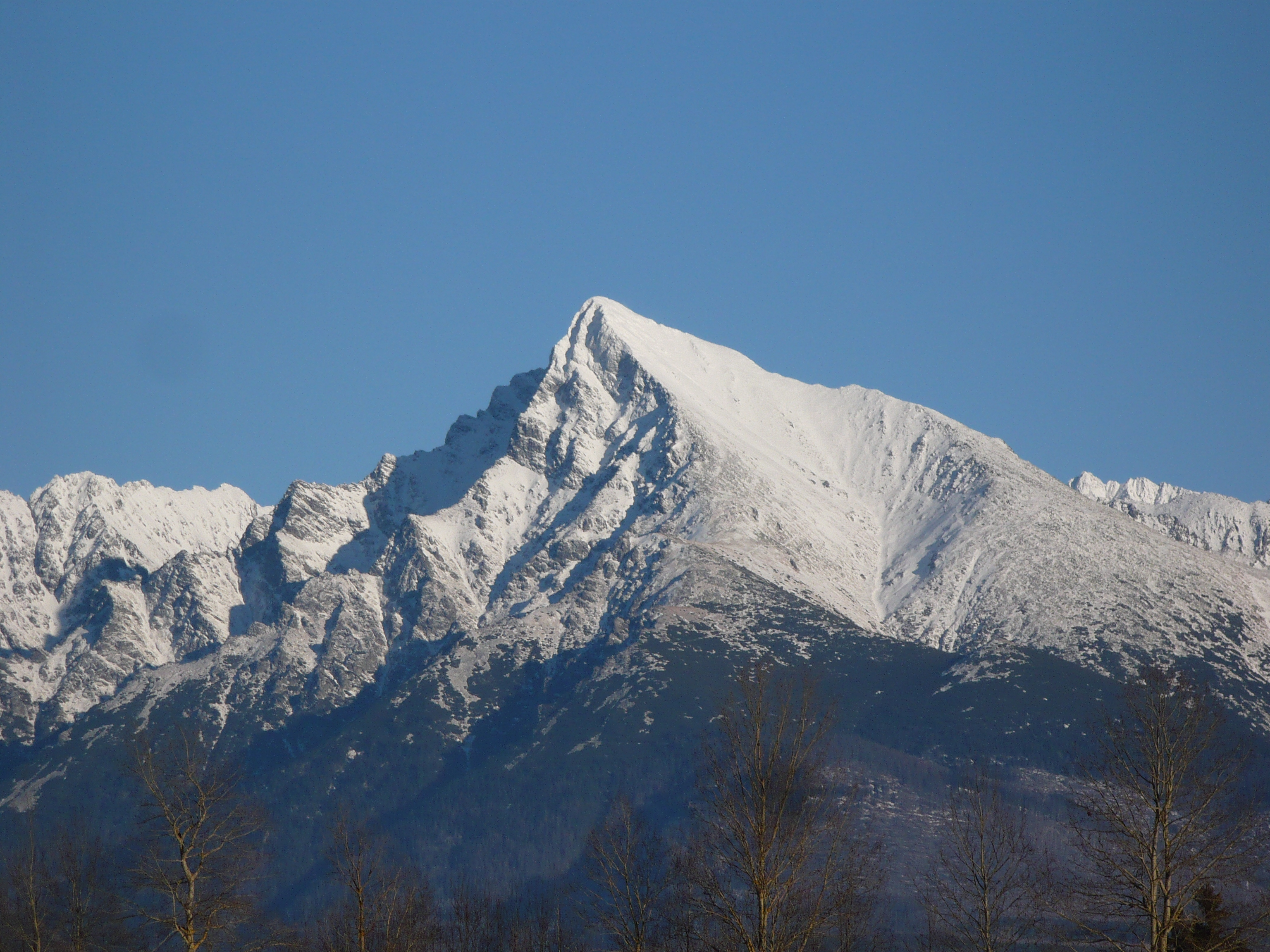

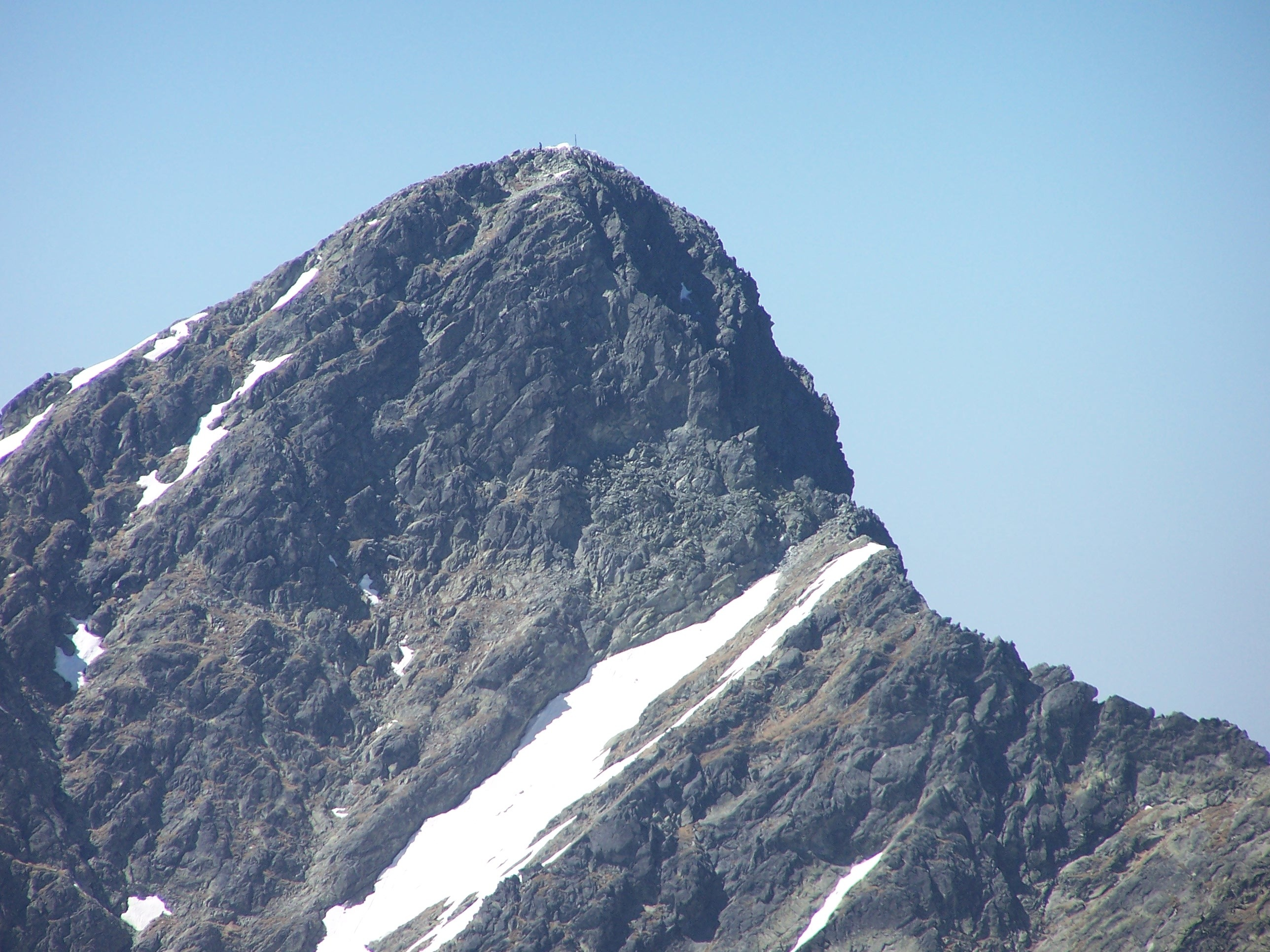
Szczyt Krywania

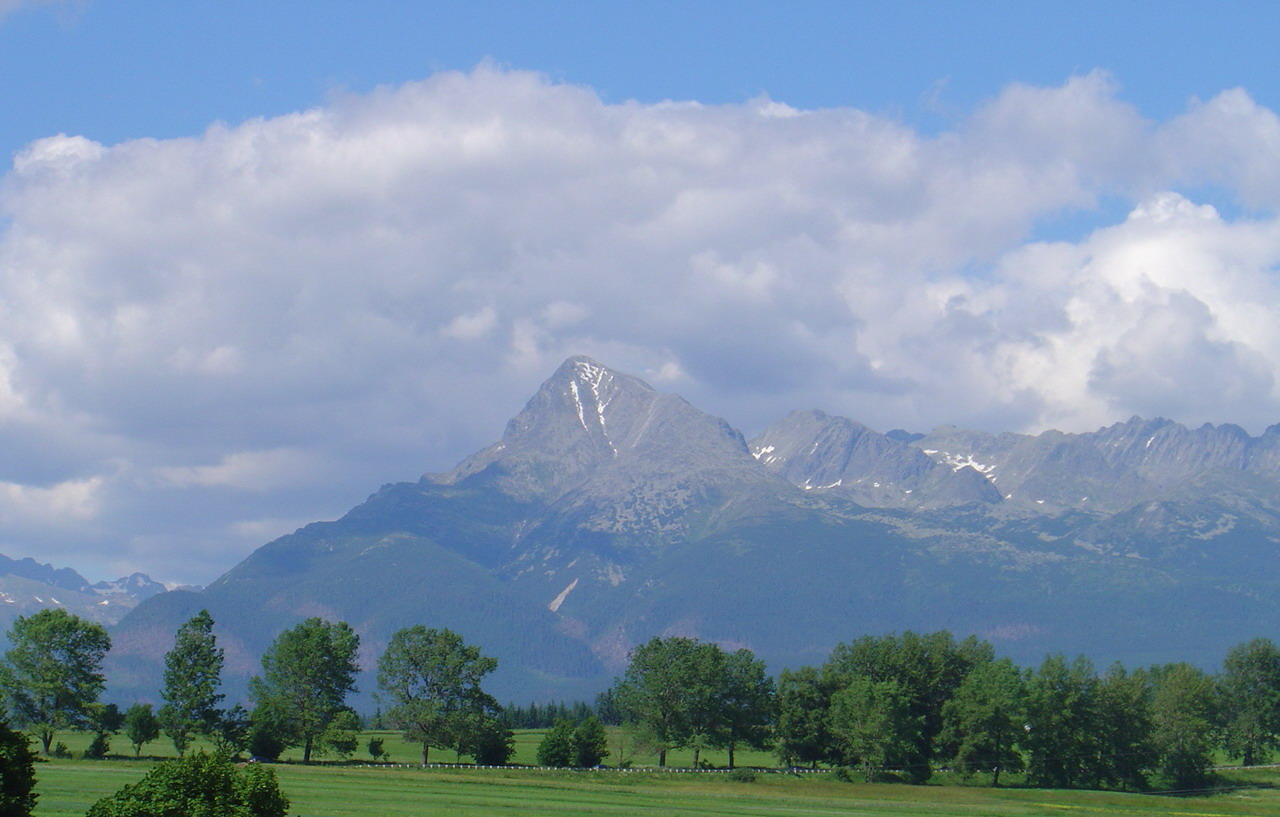
Widok na Krywań

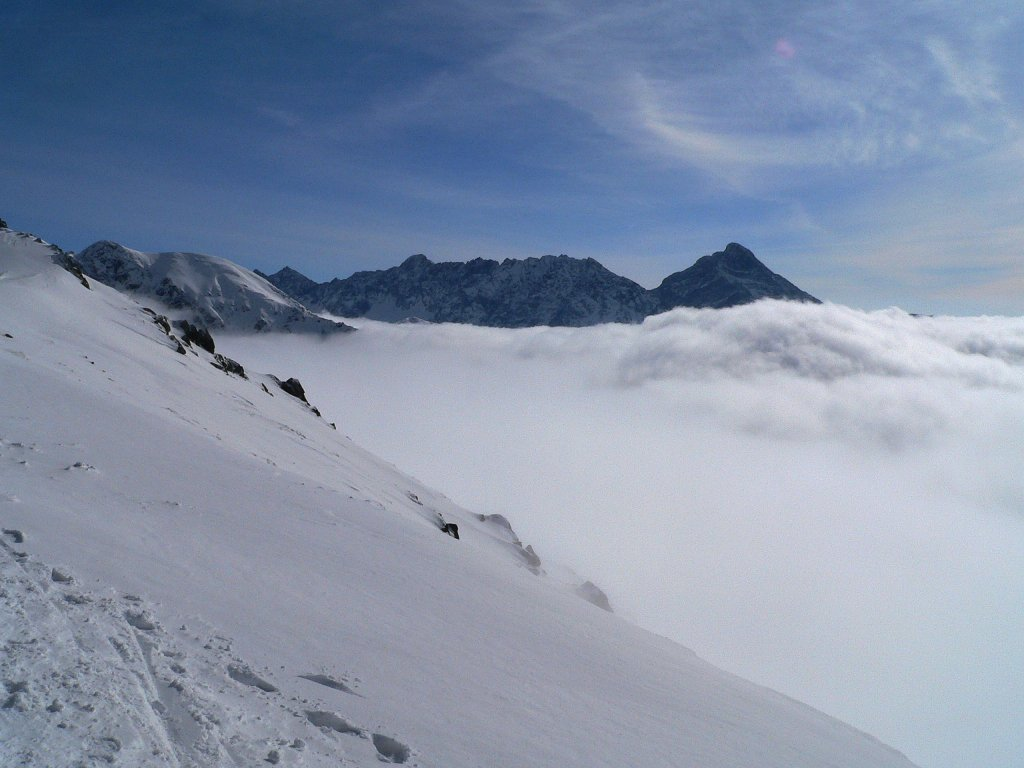
Krywań w „morzu chmur” widziany z grani między Świnicą a Kasprowym Wierchem

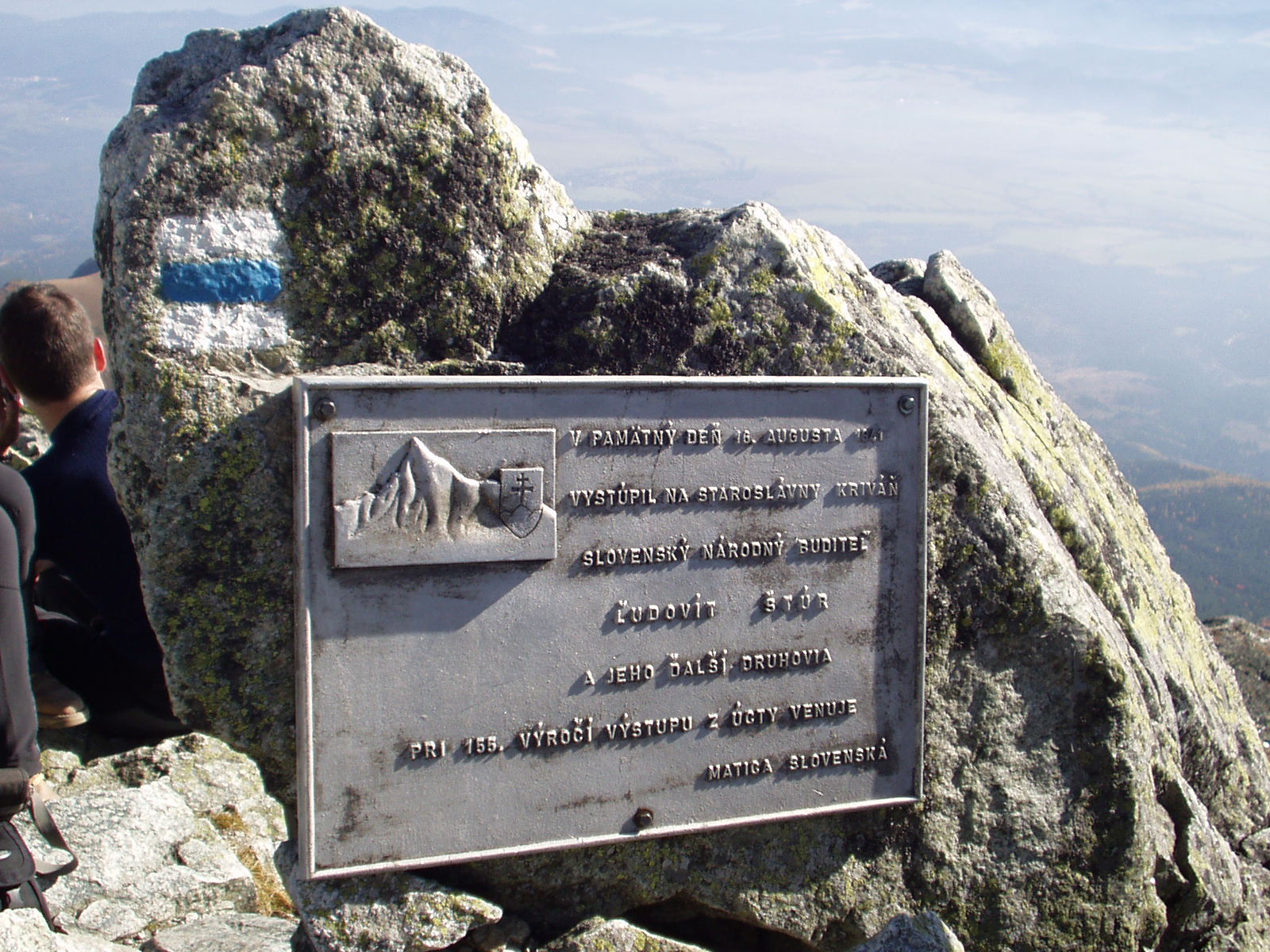
Tablica na szczycie Krywania upamiętniająca zdobycie go przez Ľudovíta Štúra

Krywań (słow. Kriváň, węg. Kriván, niem. Krummhorn, Ochsenhorn) – wyniosły (2495 m n.p.m.) szczyt w południowo-zachodniej części Tatr Wysokich po stronie słowackiej, o charakterystycznym, zakrzywionym wierzchołku, od którego wziął nazwę (nadal spotykana jest wśród starszych górali wymowa „Krzywań”).

## Opis szczytu
Zbudowany jest ze skał krystalicznych, głównie z granitów. Położony jest w grani bocznej, na zakończeniu długiej, mającej około 10 km grani odchodzącej od głównej grani tatrzańskiej w Cubrynie (Čubrina). Cała odnoga jest nazywana główną granią odnogi Krywania (Hlavná os hrebeňa Kriváňa). Szczyt Krywania wznosi się na około 1400 m powyżej dna Doliny Koprowej, co jest największą wysokością względną w Tatrach[niewiarygodne źródło?]. Północne ściany ramienia Krywania opadają w kierunku Niewcyrki (Nefcerská dolina). Od strony wschodniej pod ściany Krywania podchodzi Dolina Ważecka (Važecká dolina), w której na wysokości 2017 m n.p.m. znajduje się duży (pow. 5,16 ha i 23,1 m głębokości) Zielony Staw Ważecki (Zelené pleso pod Kriváňom). Dawniej na Krywaniu działały kopalnie zwane Krywańskimi Baniami.

## Topografia
Od masywu Krywania odchodzi 5 grani:
- południowa grań – Pawłowy Grzbiet (Pavlov chrbát) – przechodzi przez Krywańską Przełączkę (Daxnerovo sedlo) i Mały Krywań (Malý Kriváň), niżej rozszerza się w grzbiet kończący się rozszerzeniem zwanym Nad Pawłową.
- południowo-zachodnia grań opada dwiema kulminacjami – Wyżnią (Vyšná priehyba) i Niżnią Przehybą (Nižná priehyba), do lesistego Gronika (Grúnik) i Krywańskiej Kopy (Krivánska kopa). Pomiędzy tą granią a Pawłowym Grzbietem znajduje się należący do Doliny Bielańskiej (Belanska dolina) Wielki Żleb Krywański (Veľký žľab).
- krótka zachodnia grań zakończona Małą Krywańską Basztą schodzi do Doliny Koprowej, oddzielając od siebie Szkaradny Żleb (Škaredý žľab) i Koryto Krywańskie (Krivánska kotlina).
- w kierunku północno-wschodnim od Krywania odchodzi grań, która łączy się w zworniku zwanym Ramię Krywania (Rameno Kriváňa) z główną granią odnogi Krywania. W tym miejscu grzbiet rozgałęzia się na dwie odnogi: jedna z nich to główny ciąg głównej grani odnogi Krywania przez przełęcz Szpara dochodzący do Cubryny, druga to Krywańska Grań.
- północno-zachodnia Krywańska Grań oddzielająca dolinę Niewcyrkę od Koryta Krywańskiego.

Ściany Krywania dochodzą do 500 metrów wysokości.

## Turystyka
Dla turystyki udostępniono południowy i południowo-zachodni grzebień, prowadząc przez nie znakowane szlaki turystyczne. Szlak oznaczony kolorem zielonym poprowadzony jest z Trzech Źródeł (Tri studničky) zalesionym i porośniętym kosodrzewiną grzbietem południowo-zachodniego ramienia Krywania aż do Gronika. Dalej szlak odchodzi w dół w kierunku Krywańskiego Żlebu, za którym łączy się z oznaczonym kolorem niebieskim szlakiem podchodzącym na Krywań poniżej południowego ramienia szczytu. Dwie połączone trasy prowadzą na szczyt przez zbocze Małego Krywania i Krywańską Przełączkę. Szczyt dostępny jest latem. Pokrywa śnieżna utrzymuje się tam: do 1000 m – 3 miesiące, do 1500 m – 4 miesiące, do 2000 m – 5 miesięcy, a na szczycie nawet 6,5 miesiąca.
Panorama widokowa z Krywania jest bardzo rozległa, szczyt ten ma też największą w całych Tatrach wysokość względną nad położoną pod nim doliną (Dolina Koprowa leży 1300 m niżej). Jeden z turystów w XIX w. pisał: „Mało jest widoków równych co do straszności przyrody”. Jest to drugi najwyższy (po Rysach) tatrzański szczyt dostępny dla turystów (2016).
Krywań należy do Wielkiej Korony Tatr.

## Historia
Krywań do 1793 r. uważany był za najwyższy szczyt Tatr. Pierwsze wejścia miały miejsce już w 1761 i 1770 r., ale nieznane są nazwiska zdobywców. Najprawdopodobniej były to osoby związane z wydobyciem złota lub antymonitu, których kopalnie działały na zboczach Krywania już w XV wieku (aż do wysokości 2100 m). W pełni odnotowano dopiero wejście Andreasa Jonasa Czirbesza z przewodnikami 4 sierpnia 1772 r. Wiadomo także o zdobyciu Krywania przez króla saskiego Fryderyka Augusta II 4 sierpnia 1840 r. Rok później taternicy węgierscy umieścili na szczycie obelisk, który przetrwał do 1861 r. Zimą jako pierwsi na szczycie stanęli Jakob Horvay i Theodor Wundt w dniu 12 kwietnia 1884. W 1805 r. na szczycie był Stanisław Staszic.

## Krywań w kulturze
24 września 1834 r. na szczyt wyszedł, wraz z szóstką innych turystów, słowacki wydawca, księgarz i działacz kulturalno-oświatowy z Liptowskiego Mikułasza Gašpar Fejérpataky-Belopotocký. Opis tej wycieczki pod tytułem Cesta na Křiváň Liptovský opublikował on dwa lata później w wydawanym przez Karol Kuzmány’ego czasopiśmie literackim „Hronka”.
16 sierpnia 1841 na Krywań weszli pod wodzą Gašpara Fejérpataky’ego inni słowaccy działacze przebudzenia narodowego, m.in. Ľudovít Štúr, Jozef Miloslav Hurban, Michal Miloslav Hodža i Samo Bohdan Hroboň. Na szczycie odśpiewano narodowe pieśni, padło wiele wzniosłych słów, a Štúr zadeklamował swój rewolucyjny wiersz „Ku Křiváni”. Szczyt pojawił się w sprawozdaniach, opublikowanych przez wielu z uczestników wejścia. Najpełniejszy opis wycieczki zamieścił Belopotocký w swoim „Vlastnom životopise”. Od tego roku na jego szczyt urządza się patriotyczne národné výlety, w których najpierw brali udział zwolennicy niepodległości, od nazwiska Štúra nazywani štúrowcami, potem patrioci i twórcy słowackiej kultury. Obecnie „narodowe wejścia” są organizowane w weekend około 16 sierpnia każdego roku, kiedy na szczyt wchodzi po 500 osób jednocześnie.
Krywań od 1935 jest narodową górą Słowaków. Szczyt został umieszczony także w hymnie Słowacji, w herbie Słowackiej Republiki Socjalistycznej („wieczny ogień” na tle góry), a od 1 stycznia 2009 r. znajduje się na słowackich monetach o nominale 1, 2 i 5 eurocentów. Szczyt występuje często w kulturze ludowej Liptowa i Podhala. W 1967 w słowackiej ankiecie uznany został za najpiękniejszy szczyt Tatr . Kazimierz Przerwa-Tetmajer napisał o górze wiersz (zamieszczony w Na Skalnym Podhalu), którego słowami śpiewanymi na rzewną nutę żegnano ludzi związanych z Tatrami. W latach 70. pieśń Krywań, Krywań weszła do repertuaru zespołu Skaldowie.
Hej Krywaniu, Krywaniu wysoki!
Płyną, lecą spod ciebie potoki!
Tak się leją moje łzy, jak one,
hej łzy moje, łzy niezapłacone...
Hej Krywaniu, Krywaniu wysoki!
Płyną, lecą nad tobą obłoki!
Tak się toczy moja myśl, jak one,
hej te myśli, te myśli stracone...
Hej Krywaniu, Krywaniu wysoki!
Idzie od cię szum lasów głęboki,
a mojemu idzie żal kochaniu,
hej Krywaniu, Krywaniu, Krywaniu!...

## Szlaki turystyczne
– niebieski szlak od przystanku autobusowego Biały Wag przy Tatrzańskiej Drodze Młodości, przez Rozdroże przy Jamskim Stawie, Pawłowy Grzbiet i Rozdroże pod Krywaniem na Krywań. Czas przejścia 5 h, ↓ 3:45 h
    – od Trzech Źródeł przez Gronik i Rozdroże pod Krywaniem na Krywań od strony południowo-zachodniej. Suma podejść: 1372 m. Czas przejścia 4:45 h, ↓ 3:45 h
    – od Szczyrbskiego Jeziora (Magistrala Tatrzańska) przez Rozdroże w Dolinie Furkotnej, Rozdroże przy Jamskim Stawie, Pawłowy Grzbiet i Rozdroże pod Krywaniem. Czas przejścia 5:10 h, ↓ 4 h
Czas przejścia podany na podstawie mapy Tatry Wysokie słowackie i polskie.